# Гликодин
Гликодин (Glycodin) — лекарственный препарат с противокашлевым и отхаркивающим действием, основное действующее вещество — декстрометорфан (DXM).

## Фармакологическое действие
Противокашлевое, муколитическое.
Декстрометорфан обладает противокашлевым действием. Угнетая возбудимость кашлевого центра, подавляет кашель любого происхождения. Не оказывает наркотического (при дозированном употреблении), болеутоляющего и снотворного действия. Начало действия — через 10-30 мин после приема, продолжительность — в течение 5-6 ч у взрослых и до 6-9 ч у детей.
Терпингидрат обладает отхаркивающим действием, повышает секреторную функцию эпителиальных желез дыхательных путей, увеличивает объем секреции и снижает вязкость выделяемого секрета.
Левоментол обладает умеренным спазмолитическим действием. Облегчает состояние при появлении симптомов острого ринита, фарингита, ларингита и бронхита.
Фармакокинетика: После приема внутрь декстрометорфан полностью всасывается в ЖКТ, метаболизируется в печени. Сmax в плазме крови достигается через 2 ч. До 45 % декстрометорфана может выводиться с мочой.
Терпингидрат быстро всасывается из ЖКТ после приема внутрь. Препарат циркулирует в крови в неизмененном виде и выводится через дыхательные пути, с мочой и потом, которым он придает специфический запах. Часть препарата подвергается в организме окислению и выводится с мочой в виде фенолов вместе с глюкуроновой кислотой.
Описание лекарственной формы: Коричневая жидкость без каких-либо инородных частиц, с характерным вкусом и запахом.
Отпуск из аптек: Гликодин — рецептурный препарат, который отдают по рецептурному бланку 148-1/у-88.

## Вспомогательные вещества
Сахароза; метилгидроксибензоат натрия; натрия пропилгидроксибензоат; лимонная кислота моногидрат; пропиленгликоль; глицерин; гидроксид натрия; карамель; аромат фруктовый; алем; вода.

## Применение
Показания: Острые и хронические заболевания органов дыхания, сопровождающиеся сухим раздражающим кашлем.
Противопоказания: Повышенная чувствительность к какому либо из компонентов препарата; бронхиальная астма; беременность, период лактации, детский возраст (до 1 года).
С осторожностью — нарушения функции печени.
Применение при беременности и кормлении грудью: Препарат противопоказан беременным и кормящим женщинам.
Побочные действия: Сонливость, тошнота, головокружение, зуд, крапивница.
Взаимодействие: Синергическое взаимодействие с наркотическими противокашлевыми препаратами и другими ЛС, угнетающими ЦНС. Не исключается возможность взаимодействия декстрометорфана с ингибиторами МАО, поэтому у пациентов, принимающих ингибиторы МАО, Гликодин сироп от кашля желательно исключить.
Передозировка: Симптомы: возбуждение, головокружение, угнетение дыхания, снижение АД, тахикардия, диспептические расстройства. При передозировке в  20-100 раз наблюдаются явления изменения сознания - диссоциация. Декстрометорфан - основное психоактивное вещество, относится к группе диссоциативов. Лечение при передозировке — искусственная вентиляция лёгких, симптоматическое лечение. Имеется специфический антидот — налоксон, который может применяться при передозировке в 100 и более раз.
Способ применения и дозы: Внутрь. Взрослые: 1 ч.ложка (5 мл) 3-4 раза в день. Дети: от 1 до 3 лет — по рекомендации врача; от 4 до 6 лет — 1/4 ч.ложки 3-4 раза в день; от 7 до 12 лет — 1/2 ч.ложки 3-4 раза в день.
Особые указания: Лицам, применяющим препарат, следует воздержаться от управления автомобилем, работы с механизмами и других опасных видов деятельности.